# Gradi militari del Venezuela

## Gradi della Armada Bolivariana

### Ufficiali
| Ammiragli         | Ammiragli  | Ammiragli     | Ammiragli      |
| ----------------- | ---------- | ------------- | -------------- |
|                   |            |               |                |
| Almirante en Jefe | Ammiraglio | Vicealmirante | Contralmirante |
| AJ                | A          | VA            | CA             |

| Ufficiali superiori | Ufficiali superiori | Ufficiali superiori | Ufficiali subalterni | Ufficiali subalterni | Ufficiali subalterni |
| ------------------- | ------------------- | ------------------- | -------------------- | -------------------- | -------------------- |
|                     |                     |                     |                      |                      |                      |
| Capitán de Navío    | Capitán de Fragata  | Capitán de Corbeta  | Teniente de Navío    | Teniente de Fragata  | Alférez de Navío     |
| CN                  | CF                  | CC                  | TN                   | TF                   | AN                   |

### Sottufficiali
|                  |                  |                           |                           |                           |                   |                     |
| Sargento Segundo | Sargento Primero | Sargento Mayor de Tercera | Sargento Mayor de Segunda | Sargento Mayor de Primera | Sargento Ayudante | Sargento Supervisor |
| S2do             | S1ro             | SM3ra                     | SM2da                     | SM1ra                     | SA                | SS                  |

### Graduati e truppa
|              |              |             |                              |
| Cabo Primero | Cabo Segundo | Distinguido | Marinero o Infante de marina |
| C1           | C2           | D           | M                            |